# جعفر بن أحمد البهلولي
جعفر بن أحمد البهلولي ( ..  _573هـ / 1178) جعفر بن أحمد بن عبد السلام بن أبي يحيى الأبناوي البهلولي، المشهور بالقاضي جعفر بن عبد السلام، فقيه يمني، عالم، متكلم ، شيخ الإسلام، رحل من اليمن إلى العراق، وعليه يدور سند كثير من كتب الزيدية في العراق والجيل والديلم.

## مولده وتعلمه
ولد في اليمن ولا مصدر لتاريخ ميلاده
وأخذ العلم عن أعلام اليمن والعراق منهم :
- أحمد بن سليمان.
- الفقيه المحدث زيد البيهقي.
- أحمد الكنَّي. وعاد جعفر بن عبد السلام من العراق إلى اليمن ومعه كتب من مختلف "العلوم التي لم يصل بها سواه في ذلك الوقت، من علوم الأصول والفروع والمعقول والمسموع وعلوم القرآن العظيم وبذلك حفظت المكتبة اليمن هذا التراث.[4]

## تلامذته
قال ابن أبي الرجال في مطلع البدور :《 ومن تلامذته السيد حمزة بن سليمان والد المنصور عبد الله بن حمزة، وإبراهيم بن محمد بن الحسين، وعبد الله بن الحسين، والأميران، بدر الدين وشمس الدين، والسيد يحيى بن عمارة السليماني، والأمير قاسم بن غانم السليماني، و الحسن الرصاص، والشيخ محيي الدين محمد بن أحمد القرشي، وسليمان بن ناصر، وأحمد بن مسعود، وإبراهيم بن أحمد القهمي، وسليمان بن محمد بن أحمد بن علي بن أبي الرجال، وإخوانه: الحسن وأحمد وعلي، وعبد الله ومحمد ابنا حمزة بن أبي النجم، وجماعة كثيرة من أهل صنعاء 》.

## تراثه الفكري
- شرح نكت العبادات.
- شرح قصيدة الصاحب بن عباد.
- خلاصة الفوائد.
- معراج الكسالى إلى معرفة الله تعالى.
- الأربعون العلوية.
- مسائل الإجماع.
- نكت العبادات.
- التقريب في أصول الفقه
- الفاصل بالدلائل بين أنوار الحق وظلمات الباطل.

## وفاته
توفي بقرية سناع جنوب غرب صنعاء سنة 573 هـ، ودفن فيها .